# 2020年東京オリンピックのオーストラリア選手団
2020年東京オリンピックのオーストラリア選手団は、2021年7月23日から8月8日にかけて日本の首都東京で開催された2020年東京オリンピックのオーストラリア選手団、およびその競技結果。

## メダル
| メダル | 選手名 | 競技               | 種目                                 | 日付    |
| ------ | --- | ------------------ | ------------------------------------ | ------- |
| 金     | ブロンテ・キャンベル メグ・ハリス エマ・マキオン ケイト・キャンベル ほか2名 | 競泳               | 女子4×100mフリーリレー               | 7月25日 |
| 金     | アリアン・ティットマス | 競泳               | 女子400m自由形                       | 7月26日 |
| 金     | ケーリー・マキオン | 競泳               | 女子100m背泳ぎ                       | 7月27日 |
| 金     | ルーシー・ステファン ローズマリー・ポーパ ジェシカ・モリソン アナベル・マキンタイア | ボート             | 女子舵手なしフォア                   | 7月28日 |
| 金     | アレクサンダー・パーネル スペンサー・タリン ジャック・ハーグリーブズ アレクサンダー・ヒル | ボート             | 男子舵手なしフォア                   | 7月28日 |
| 金     | アリアン・ティットマス | 競泳               | 女子200m自由形                       | 7月28日 |
| 金     | イザーク・スタブルティ＝クック | 競泳               | 男子200m平泳ぎ                       | 7月29日 |
| 金     | ジェシカ・フォックス | カヌー             | 女子スラローム・カナディアン（C-1）  | 7月29日 |
| 金     | エマ・マキオン | 競泳               | 女子100m自由形                       | 7月30日 |
| 金     | ケーリー・マキオン | 競泳               | 女子200m背泳ぎ                       | 7月31日 |
| 金     | エマ・マキオン | 競泳               | 女子50m自由形                        | 8月1日  |
| 金     | ケーリー・マキオン チェルシー・ホッジス エマ・マキオン ケイト・キャンベル ほか3名 | 競泳               | 女子4×100mメドレーリレー             | 8月1日  |
| 金     | ローガン・マーティン | 自転車             | 男子BMXフリースタイル                | 8月1日  |
| 金     | マシュー・ウィアン | セーリング         | 男子レーザー級                       | 8月1日  |
| 金     | マシュー・ベルチャー ウィリアム・ライアン | セーリング         | 男子470級                            | 8月4日  |
| 金     | トーマス・グリーン ジャン・ファン・ダー・ウェストホイゼン | カヌー             | 男子スプリント・カヤック（K-2）1000m | 8月5日  |
| 金     | キーガン・パーマー | スケートボード     | 男子パーク                           | 8月5日  |
| 銀     | ジャック・マクラフリン | 競泳               | 男子400m自由形                       | 7月25日 |
| 銀     | カイル・チャルマーズ | 競泳               | 男子100m自由形                       | 7月29日 |
| 銀     | アリアン・ティットマス | 競泳               | 女子800m自由形                       | 7月31日 |
| 銀     | ケビン・マクナブ シェーン・ローズ アンドリュー・ホイ | 馬術               | 総合馬術団体                         | 8月2日  |
| 銀     | ホッケー男子オーストラリア代表： ラクラン・トーマス・シャープ トーマス・ウィリアム・クレイグ トム・ジョゼフ・ウィカム マシュー・ドーソン ジョシュア・ベルツ エドワード・クライブ・オケンデン ジェイコブ・トーマス・ウェットン ブレイク・ゴーバーズ ディラン・マーティン ジョシュア・シモンズ ティム・ハワード アラン・ザレフスキー フリン・アンドリュー・オギルビー ダニエル・ジェームズ・ビール トレント・グラント・ミットン ティム・ブランド アンドリュー・ルイス・チャーター ジェレミー・トーマス・ヘイワード | ホッケー           | 男子                                 | 8月5日  |
| 銀     | マリアフェ・アルタチョ・デル・ソラール タリカ・クランシー | ビーチバレー       | 女子ビーチバレー                     | 8月6日  |
| 銀     | ニコラ・マクダーモット | 陸上               | 女子走高跳                           | 8月7日  |
| 銅     | ブレンドン・スミス | 競泳               | 男子400m個人メドレー                 | 7月25日 |
| 銅     | エマ・マキオン | 競泳               | 女子100mバタフライ                   | 7月26日 |
| 銅     | マシュー・テンプル ザック・インサーティ アレクサンダー・グレアム カイル・チャルマーズ ほか1名 | 競泳               | 男子4×100mフリーリレー               | 7月26日 |
| 銅     | オーウェン・ライト | サーフィン         | 男子                                 | 7月27日 |
| 銅     | ジェシカ・フォックス | カヌー             | 女子スラローム・カヤック（K-1）      | 7月27日 |
| 銅     | ジャック・クリアリー ケイレブ・アンティル キャメロン・ガードルストーン リューク・レッチャー | ボート             | 男子舵手なしクォドルプル             | 7月28日 |
| 銅     | リア・トンプソン ロウィナ・メレディス ハリエット・ハドソン ケイトリン・クローニン | ボート             | 女子舵手なしクォドルプル             | 7月28日 |
| 銅     | アレクサンダー・グレアム カイル・チャルマーズ ザック・インサーティ トーマス・ニール ほか2名 | 競泳               | 男子4×200mフリーリレー               | 7月28日 |
| 銅     | ローハン・デニス | 自転車             | 男子タイムトライアル                 | 7月28日 |
| 銅     | アリアン・ティットマス エマ・マキオン マディソン・ウィルソン リア・ニール ほか4名 | 競泳               | 女子4×200mフリーリレー               | 7月29日 |
| 銅     | ケイト・キャンベル | 競泳               | 女子100m自由形                       | 7月30日 |
| 銅     | エミリー・シーボム | 競泳               | 女子200m背泳ぎ                       | 7月31日 |
| 銅     | ケーリー・マキオン イザーク・スタブルティ＝クック マシュー・テンプル エマ・マキオン ほか3名 | 競泳               | 混合4x100mメドレーリレー             | 7月31日 |
| 銅     | アシュリー・バーティ ジョン・ピアース | テニス             | 混合ダブルス                         | 7月31日 |
| 銅     | アンドリュー・ホイ | 馬術               | 総合馬術個人                         | 8月2日  |
| 銅     | カリーナ・リー | マラソンスイミング | 女子10kmマラソンスイミング           | 8月4日  |
| 銅     | リー・ハワード ケランド・オブライエン ルーカス・プラップ サム・ウェルズフォード ほか1名 | 自転車             | 男子チームパシュート                 | 8月4日  |
| 銅     | メリッサ・ウー | 飛込               | 女子10m高                            | 8月3日  |
| 銅     | アシュリー・モロニー | 陸上               | 男子十種競技                         | 8月5日  |
| 銅     | ハリソン・ガーサイド | ボクシング         | 男子ライト級                         | 8月6日  |
| 銅     | ケルシー＝リー・バーバー | 陸上               | 女子やり投                           | 8月6日  |
| 銅     | バスケットボールオーストラリア代表： クリス・ゴールディング パティ・ミルズ ジョシュ・グリーン ジョー・イングルス マシュー・デラベドバ ネーサン・ソベイ マティス・サイブル ダンテ・エクザム アロン・ベインズ ジョック・ランデール デュオプ・トーマス・リース ニック・ケイ | バスケットボール   | 男子                                 | 8月7日  |

## ラグビー
- 女子[1]